# Irénée Drion Pirmez
Irénée Drion Pirmez (1811–1894) was een Franstalige schrijfster en 'onbewuste feminist' uit de negentiende-eeuwse Belgische bourgoisie. Ze schreef 'sentimentele en mystieke' literatuur, maar ze is het bekendst als de moeder van Octave Pirmez, wie ze via thuisscholing eigenhandig had opgevoed en van wie zij claimde zijn leven lang zijn belangrijkste adviseur geweest te zijn.

## Levensloop
Irénée was de tweede van drie dochters van Ferninand Drion (1766-1829) en Marie Drion (1784-1815), een familie uit Gilly-Gosselies. De Drions waren van adel en een van de tien welgesteldste families in België. Haar zussen waren Flore Catherin (1808-1831) en Zoé (1813-1888).
Ze trouwde met Benjamin Pirmez (1806-1856) die eveneens uit een welgesteld gezin kwam. Hij had een passie voor de jacht, landbeheer en muziek en was minder geïnteresseerd in de industrie en dienstensector waarin de Drions hun fortuin hadden gemaakt en waar Irénée hem in het begin van hun huwelijk mee probeerde te krijgen. Drion was goed opgeleid en actief. Ze wijdde zich aan het beheer van het familiebezit, het bestuderen en lezen van de klassieken in de Franse literatuur, die haar waren bijgebracht door het Institut de la Comtesse de Goyon in Brussel, beheerd door Franse dames die door de Franse Revolutie geruïneerd waren.
Ze kregen gezamenlijk drie kinderen, waarvan de eerste Octave Pirmez (1832-1883) was, geboren in Châtelet toen het echtpaar nog in een huurwoning in de rue Lyon woonde. Drie jaar later bouwde Benjamin een landhuis in Chatelineau, alwaar Emile en Fernand ("Rémo") (1844-1872) geboren waren. Irénée nam de opvoeding van de eerste twee zonen op zich, die ze thuis schoolde. Enkele jaren na het overlijden van haar man kocht Irénée Drion het kasteel van Acoz, waar ze zich met haar kinderen vestigde en alwaar ze de restauratie van het kasteel op zich nam.
Ze overleed in 1894 op 83-jarige leeftijd nadat ze zowel haar zussen als haar kinderen had overleefd.

## Karakterbeschrijving
Ze stond bekend om haar starre principes, religieuze toewijding en verfijnde etiquettes. Ze was extreem toegewijd aan Octave, wiens levensbeschouwing ook grotendeels door haar gevormd was. Ze claimde na de dood van Octave dat de meeste titels van Octave's werk door haar gekozen waren en ze had de neiging toch vooral duidelijk te willen maken dat zij tot Octave's dood zijn belangrijkste adviseur was.

## Oeuvre
Behalve dat ze zichzelf als haar zoon Octave's belangrijkste adviseur zag, waarbij ze een groot aandeel in zijn werk claimde, produceerde deze 'onbewuste feministe' zelf ook enkele werken, van 'sentimentele' en 'mystieke' aard:
- 1887: Deux femmes célèbres au XVII siècle
- 1888: Les derniers moments de quelques hommes célèbres. Observations, pensées et impressions
- 1892: Ernest Renan, peint par lui même

## Varia
- Drion was achtergroottante van Marguerite Yourcenar[6]. In beschouwende werken over Yourcebar waar de rol van de vrouw in de maatschappij besproken wordt, wordt vaak gerefereerd aan Drion en haar zoon Octave Pirmez.